# Каравоніка
Каравоніка (італ. Caravonica, ліг. Cairònega) — муніципалітет в Італії, у регіоні Лігурія,  провінція Імперія.
Каравоніка розташована на відстані близько 440 км на північний захід від Рима, 95 км на південний захід від Генуї, 13 км на північний захід від Імперії.
Населення — 283 особи (2014).
Щорічний фестиваль відбувається 29 вересня. Покровитель — святий Архангел Михаїл.

## Демографія
Населення за роками:

Станом на 1 січня 2023 року в муніципалітеті офіційно проживало 47 іноземців з 10 країн, серед них 7 громадян країн Євросоюзу.

## Сусідні муніципалітети
- Боргомаро
- Чезіо
- К'юзаніко
- П'єве-ді-Теко